# Emilie Zumsteeg
Emilie Zumsteeg, née le 9 décembre 1796 à Stuttgart et morte le 1er août 1857 dans cette même ville, est une compositrice, pianiste et cheffe de chœur wurtembergeoise.

## Biographie
Son père, Johann Rudolf Zumsteeg est compositeur. Il meurt quand elle a six ans, mais sa mère tient un magasin de musique qui maintient son intérêt.
Ses compositions comprennent une ouverture, des pièces de piano et trois polonaises. Elle est mieux connue pour ses chansons, dont une en particulier a été utilisée plus tard par le Russe Ivan Prokhanov (en) et est devenue largement connue comme la Chanson des prisonniers.